# Karianne Bråthen
Karianne Bråthen (nascida em 2 de agosto de 1974) é uma política norueguesa.
Ela foi eleita deputada pelo Partido Trabalhista para o Storting, pelo eleitorado de Nordland para o período de 2021–2025. Ela substituiu Bjørnar Skjæran no Storting de 2021, enquanto Skjæran é ministro do governo.
Ela já foi prefeita em Øksnes.